# Tandridge District
Tandridge ist ein District in der Grafschaft Surrey in England, der im Norden an Greater London grenzt. Verwaltungssitz ist Oxted; weitere bedeutende Orte sind Bletchingley, Caterham (Surrey), Chaldon, Dormansland, Godstone, Hurst Green, Limpsfield, Lingfield, Tatsfield, Warlingham, Whyteleafe und Woldingham. Benannt ist der Bezirk nach dem Dorf Tandridge, das sich ungefähr im Zentrum befindet.
Der Bezirk wurde am 1. April 1974 gebildet und entstand aus der Fusion des Urban District Caterham and Warlingham und des Rural District Godstone. Das kleine Dorf Farleigh gehörte von 1965 bis 1969 zu Greater London.
Koordinaten: 51° 15′ 0″ N, 0° 1′ 0″ W